# Ferdinand Cohn
Ferdinand Julius Cohn (Breslavia, 24 de enero de 1828 - Breslavia, 25 de junio de 1898) fue un botánico y bacteriólogo alemán.

## Biografía
Nació en Breslavia (ahora Wroclaw, Polonia) el 24 de enero de 1828 en el seno de una familia judía, su padre era un comerciante rico, y gracias a su fortuna Ferdinand pudo estudiar y llegar a ser científico, a pesar de su sordera. 
A los catorce años se matriculó en la Universidad de Breslavia, más tarde fue obligado a ir a la Universidad de Berlín para obtener el título de doctor, a los diecinueve años. Allí, Christian G. Ehrenberg fue quien se encargó de instruirlo e introducirlo en los conocimientos básicos de los microorganismos. En 1849 regresó a su ciudad natal, donde trabajaría como profesor de fisiología y botánica. 
Ese año comenzó a estudiar las algas unicelulares y en 1866 fundó el primer Instituto de Fisiología vegetal del mundo. Entonces, empezó el estudio de las bacterias, las cuales serían la investigación central de su vida. Así fue como en 1872 descubrió que existen distintos tipos de microorganismos con formas y órganos diferentes, a los que clasificó por ordenaciones sistemáticas. 
Otro de sus descubrimientos fue el de las esporas de resistencia, formas embutidas que se forman en condiciones adversas. Estudiando estas estructuras descubrió, junto con Louis Pasteur y John Tyndall, que eran las responsables del equívoco para que el problema de la generación espontánea permitía que pudieran surgir microorganismos en infusiones cuando las hervíamos o que podían desarrollarse a partir de la materia orgánica.
También analizó el origen bacteriológico de enfermedades infecciosas de las plantas y los animales y colaboró con el médico alemán Robert Koch en la preparación del tratamiento del carbunco.
En 1882 se publicó su famoso libro "La planta". Al mismo tiempo, su dura vida como investigador fue compensada con una gran fama mundial como fundador de la Bacteriología y, de este modo, se convertía en el primer ciudadano honorario judío de la ciudad de Breslavia.

## Honores
En 1892 crearon un parque del sur, en cuya entrada le honran con una estatua de bronce erigida en 1908. Además, en 1893 se le nombró miembro de la Royal Society. En 1885 la Real Academia Neerlandesa de las Artes y las Ciencias le otorga la Medalla Leeuwenhoek, y en 1895 se le galardonaba con la Medalla linneana de la Sociedad linneana de Londres.

## Obra
- Zur Naturgeschichte des Protococcus Pluvialis, Bonn 1851
- Die Menschheit und die Pflanzenwelt, Breslau 1851
- Der Haushalt der Pflanzen, Leipzig 1854
- Untersuchungen über die Entwicklungsgeschichte der Mikroskopischen Algen und Pilze, Bonn 1854
- Beiträge zur Biologie der Pflanzen (Schriftenreihe, Breslau, 1870 begründet)
- Neue Untersuchungen über Bakterien, Bonn 1872-1875
- Die Pflanze, Leipzig 1882

## Literatura
- Wolfgang U. Eckart: Geschichte der Medizin. 3. Auflage. Springer-Verlag, Berlin, Heidelberg und New York 1998, ISBN 3-540-63756-7
- Margot Klemm, Ferdinand Julius Cohn 1828 – 1898. Pflanzenphysiologe, Mikrobiologe, Begründer der Bakteriologie, Frankfurt am Main: Lang, 2003.
- Till van Rahden: "Juden in Ehren. Ferdinand Julius Cohn, der erste jüdische Ehrenbürger Breslaus," in: Juden und andere Breslauer: Die Beziehungen zwischen Juden, Protestanten und Katholiken in einer deutschen Großstadt von 1860 bis 1925, Göttingen: Vandenhoeck & Ruprecht, 2000, 300-316. ISBN 3-525-35732-X

- La abreviatura «Cohn» se emplea para indicar a Ferdinand Cohn como autoridad en la descripción y clasificación científica de los vegetales.[1]